# ウィダー
ウィダー（フランス語: Ouidah）は、ベナンのアトランティック県の都市・コミューン。ベニン湾に面する昔からの貿易港である。コミューン（基礎自治体）としてのウィダーはPahouなどの都市を含み、面積は364平方キロメートル、人口は162,034人（2013年国勢調査）。都市としてのウィダーのみの人口は47,616人（2013年国勢調査）。

## 歴史

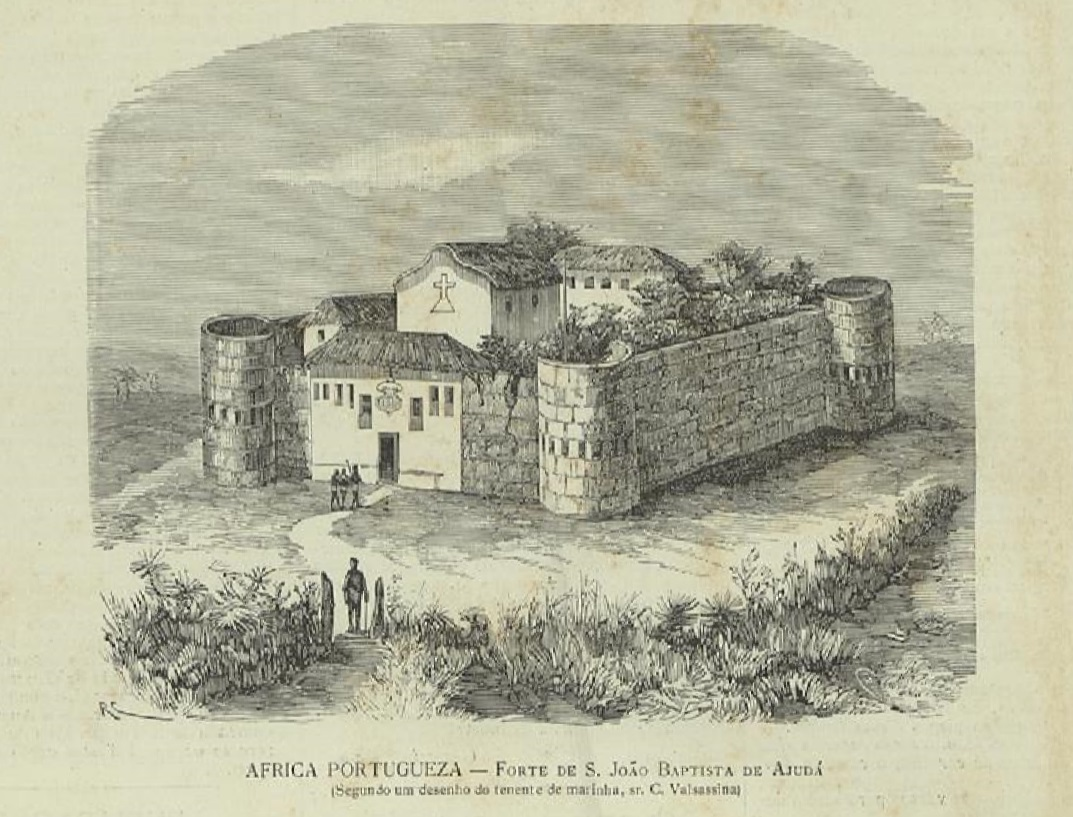
19世紀後半のサン・ジョアン・バプティスタ・デ・アジュダ砦

ウィダーは、サヴィーを王都とするウィダー王国（英語: Kingdom of Whydah、英語: Hueda - フエダ王国、サヴィー王国とも）の貿易港であった。16世紀末には交易地としてすでに成立しており、1680年にはポルトガルがサン・ジョアン・バプティスタ・デ・アジュダ砦を立てて交易の拠点とした。
1727年にウィダー王国は内陸のダホメ王国のアガジャ王によって占領された。この街は特に奴隷貿易の拠点として栄えた。19世紀前半には、ここに拠点をおいたポルトガルの奴隷商人フランシスコ・フェリックス・ダ・ソウザとダホメ国王ゲゾの間で奴隷の取引が盛んにおこなわれ、ここからアメリカへと奴隷が輸出されていった。
1960年にフランス領西アフリカからダホメ共和国として独立すると、1961年にはサン・ジョアン・バプティスタ・デ・アジュダ砦はダホメ政府によって接収された。
1999年よりアトランティック県の県都であったが、2016年にアラダへ変更された。

## 世界遺産
現在では奴隷貿易時代の遺構がいくつか残り、また奴隷貿易のモニュメントが複数立てられている。1995年には奴隷が積み出された浜辺に還らずの門（Door of No Return）と呼ばれるモニュメントが立てられた。また、この奴隷貿易の遺構は1996年に世界遺産の暫定リストに加えられた。

## ヴードゥー教の聖地
ウィダーはヴードゥー教（ベナンではヴォドゥンと呼ばれる）の聖地であり、この地から世界中に散った奴隷たちによってヴードゥー教が世界に広まった。現在でも年に一度ヴードゥーの信徒国際会議がウィダーで開かれている。また、1992年には当時のニセフォール・ソグロ大統領とベナン政府によってウィダー92というヴードゥー芸術・文化祭が開催された。

## 文学作品
- ブルース・チャトウィン(Bruce Chatwin)著 『ウィダの総督(The Viceroy of Ouidah)』 めるくまーる (1989), ISBN 4839700478 , 全国書誌番号:90041881

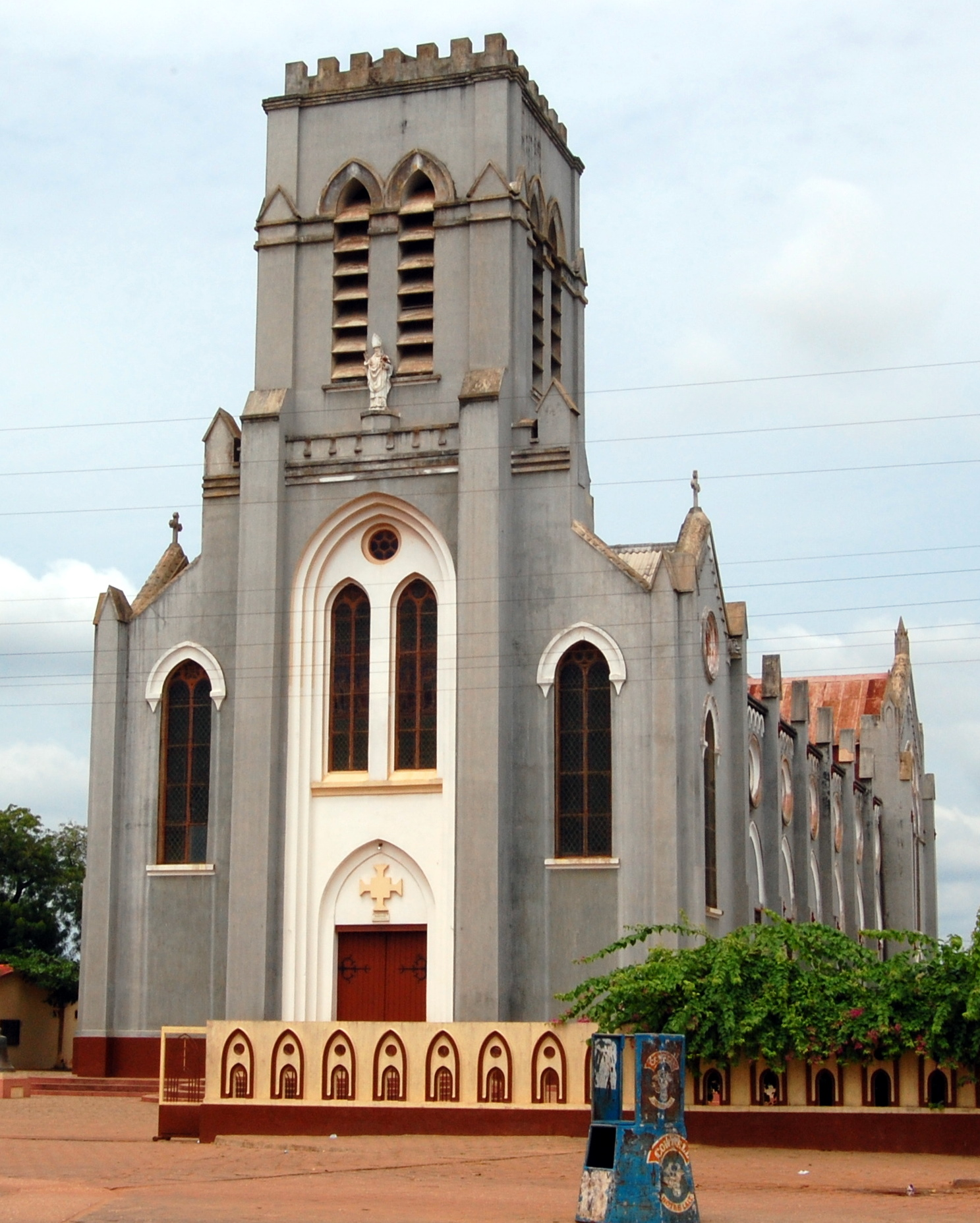
ウィダーのバシリカ

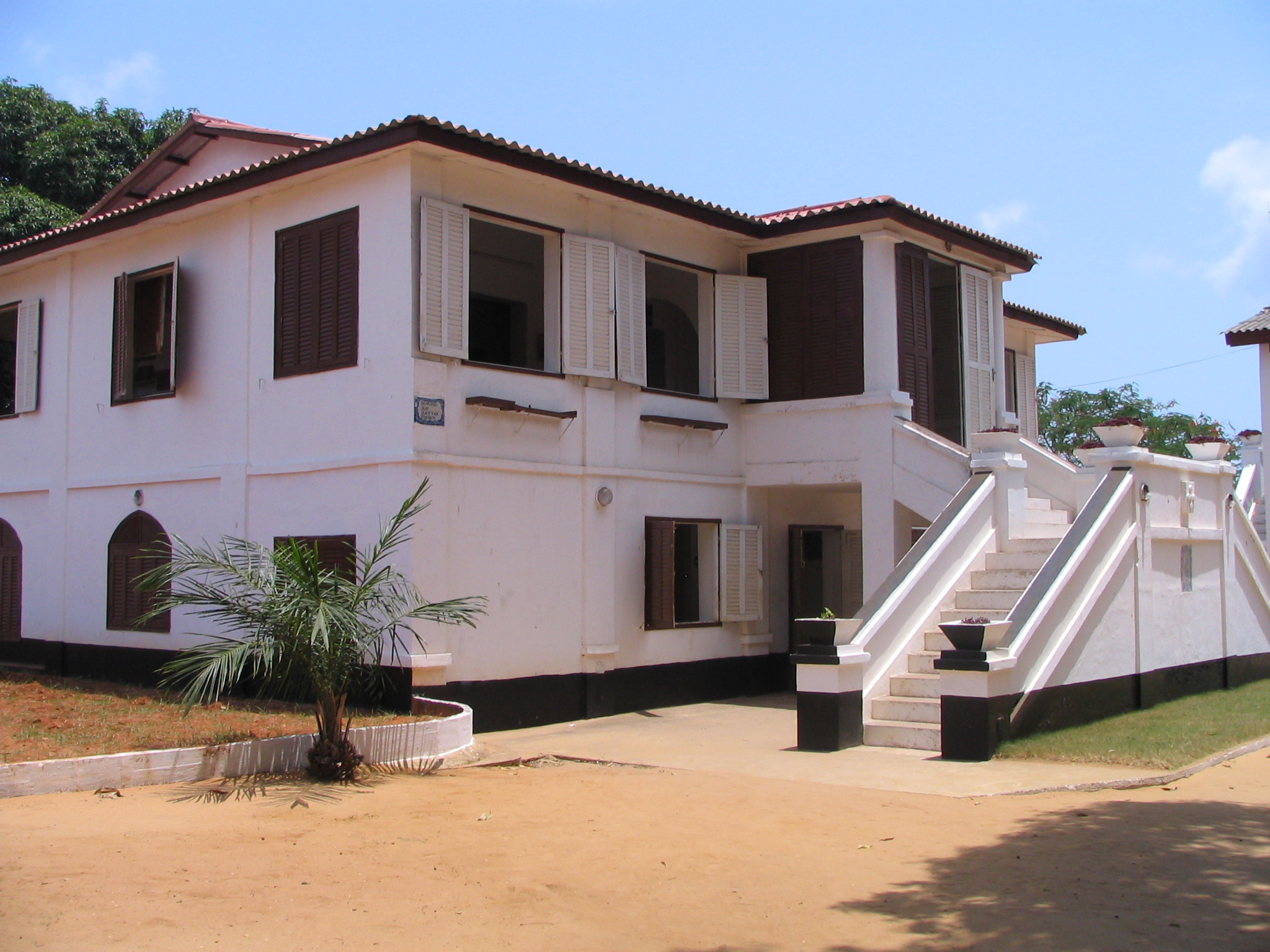
ウィダー歴史博物館

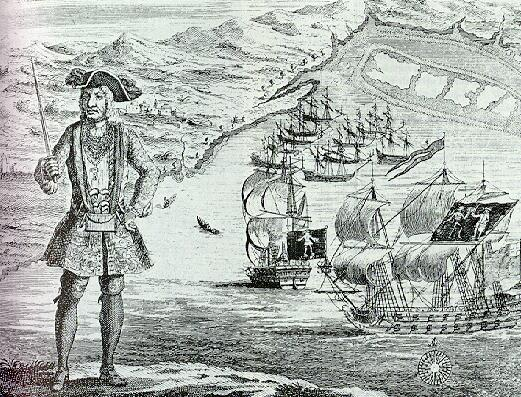
ウィダーに上陸した大海賊のバーソロミュー・ロバーツ